# SSD Città di Acireale 1946
Società Sportiva Dilettantistica Città di Acireale 1946, zkráceně jen Acireale je italský klub hrající v sezoně 2024/25 4. italskou fotbalovou ligu, sídlící ve městě Acireale v regionu Sicílie.

## Změny názvu klubu
- 1929/30 – 1932/33 – SS Acireale (Società Sportiva Acireale)
- 1946/47 – 1949/50 – AS Acireale (Associazione Sportiva Acireale)
- 1950/51 – 1952/53 – AC Acireale (Associazione Calcio Acireale)
- 1953/54 – 1956/57 – AS Acireale (Associazione Sportiva Acireale)
- 1957/58 – 1971/72 – AS Acquapozzillo (Associazione Sportiva Acquapozzillo)
- 1972/73 – 2005/06 – AS Acireale (Associazione Sportiva Acireale)
- 2006/07 – 2013/14 – Acireale Calcio (Acireale Calcio)
- 2014/15 – 2017/18 – ASD Acireale (Associazione Sportiva Dilettantistica Acireale)
- 2018/19 – SSD Città di Acireale 1946 (Società Sportiva Dilettantistica Città di Acireale 1946)

## Získané trofeje

### Vyhrané domácí soutěže
- 4. italská liga (2x)

1968/69, 1988/89

## Účast v ligách
| Úroveň soutěže | Název soutěže (nynější název) | První hraná sezona | Poslední hraná sezona | celkem odehraných sezon |
| -------------- | ----------------------------- | ------------------ | --------------------- | ----------------------- |
| 2              | Serie B                       | 1993/94            | 1994/95               | 2                       |
| 3              | Serie C                       | 1946/47            | 2005/06               | 21                      |
| 4              | Serie D                       | 1951/52            | 2024/25               | 29                      |
| 5              | Eccellenza                    | 1978/79            | 2012/13               | 14                      |

## Trenéři

### Známí trenéři v klubu
- Luigi Bertolini (1946–1947)
- Federico Munerati (1948–1949)
- József Bánás (1956–1959, 1960–1961)